# Mohammed ben Hadou
Mohammed ben Haddu al'Attar (in arabo محمد بن حدو أعطار‎?; Marocco, ... – ...; fl. XVII secolo) è stato un ambasciatore marocchino inviato dal sovrano marocchino Mulay Isma'il presso la corte di Carlo II d'Inghilterra, dove prestò servizio tra il 29 dicembre 1681 e il 23 luglio 1682.
La sua permanenza in Inghilterra fu molto commentata, specie nella London Gazette, e fu fonte di poesie.